# 钟洁希
鍾潔希，马来西亚华裔女歌手、演員、藝人、作家、武術家、企業家、慈善家、癌症專家、自然醫學專家、解毒保健專家、營養顧問等。
高中時在加拿大參加香港無線國際新秀大賽成功進入決賽，可是因著學業關係而被迫棄賽。後來被新加坡唱片公司青睞錄取為歌手，於1998年發行了首張個人專輯《有家的感覺》並於2000年發行《有了決定》，有“醫生歌手”之稱。
大學畢業後，鍾潔希躋身醫療及保健行業，暫別演藝圈。她於2006年發行《愛你》，重新踏入於演藝圈，活躍於中國大陸、東南亞、澳洲等地。出道至今共發行了9張個人專輯。
除了當歌手，鍾潔希還熱心於醫療服務，同時擔任馬來西亞自然醫學公會（MNA）總會長及馬來西亞抗癌協會（MACA）副會長。

## 早期生平
鍾潔希出生於砂拉越古晉，祖籍為廣東大埔客家人，家中排行老二，上有一個姐姐，下有一個弟弟，三個妹妹。於2012年發表醫學著作《遠離癌症》和《遠離疾病》。

## 職業生涯

### 2006年–2011年  演艺领域
2006年，鍾潔希與新音符唱片公司合作，推出個人專輯《愛你》，特邀鄧智彰擔任製作，裡頭收錄了10首原創歌曲。
2007年，鍾潔希開始寫書，出版第一本著作《潔希日記》，受到公眾的歡迎，陸續推出了《潔希日記》系列。
2009年，鍾潔希與新音符唱片公司合作，發行《明月千里寄相思》。
2011年，鍾潔希與新音符唱片公司合作，發行《I Just Fall in Love Again》。

### 2012年–2014年 《愛在轉瞬間》和《面孔》
2012年，鍾潔希邀請易桀齊及伍冠彥當新專輯製作人，包辦了專輯內的10首曲、5首詞；鍾潔希也交出5首詞。
2012年11月30日，鍾潔希在台灣發行了專輯《愛在轉瞬間》，有老公現身力挺，專輯登上馬來西亞愛FM我們的排行榜，並蟬聯冠軍位置兩周。主打歌《愛在轉瞬間》被選為Fox衛視中文台韓國電視劇《秘密花園》電視劇片頭及片尾曲。
2012年12月21日，鍾潔希在台北舉行首場音樂會《愛在轉瞬間音樂會》，現場有前未婚妻和婆婆特地從美國和馬來西亞飛來台灣現身支持。
2013年，鍾潔希接拍北京格里芬影視傳媒有限公司製作的《面孔》，擔任女主角，分別飾演李鈺及圓圓兩個角色。 呂頌賢 為男主角、劉樺、羅家英、鄭佩佩合作演出。
2013年，鍾潔希博士於2013被列入「中華名人錄」「卓越華人」行列。
2013年末，鍾潔希參與韓新傳媒學院生影片作品《女俠》，替“癌症基金會”籌募善款，擔任女主角。
2014年，參與大馬賀歲片《百武禁忌》客串演出。 與惠英紅、李洺中、程旭辉共同演出。

### 2015年–2016年 《沒有淚的天空》
2015年5月21日，鍾潔希在台北推出《沒有淚的天空》創作專輯，以敘述自己的故事為專輯主題。主打歌《沒有淚的天空》為紀念之前因腦癌早逝的病人。第二主打《最後一滴眼淚》敘述著自己在改變中勇敢面對自己與未來。 專輯發布會現場有綜藝大哥徐乃麟到場站台，而該專輯登上台灣Pop排行榜第六名，台灣五大金榜中文榜第二十名及台灣iRadio金曲華語榜第四名。
2015年6月4日，鍾潔希受邀上台灣綜藝電視節目《康熙來了》。同時也出現在多個台灣綜藝節目，包括《天才衝衝衝》、《麻辣同學會》、《綜藝大熱門》、《娛樂百分百》 等。
2015年6月30日，鍾潔希在台北進行《沒有淚的天空音樂會》，前任未婚妻與現任丈夫現身支持。
2015年9月21日，鍾潔希和呂頌賢主演的《面孔》正式在大馬首映上畫。
2015年10月17日，鍾潔希舉辦個人大型演唱會《星星堆滿天》，為癌症基金募款。與馬來西亞歌手Fauziah Latiff、Ziana Zain作為演唱嘉賓力挺。共籌獲了17萬零吉。
2015年11月12日，北京中视星光正式與鍾潔希簽約，成為巫啟賢的師妹。
2016年5月6日，鍾潔希在大馬首創華樂演奏演唱會《傾城國色》。《傾城國色》由22位華樂團負責伴奏，鍾潔希屆時演唱多首極具文藝古典味道的歌曲，為馬來西亞首個以傳統華樂演奏替代現代樂團的演奏演唱會。演唱會共進行了10場，在馬來亞莎亞南與砂拉越古晉開唱。
2016年5月28日，鍾潔希參演真人真事故事改編的大型舞台劇《月光》，擔任女主角曉凡，為癌症基金募款.

### 2016年末 至 2017年 簽約澳洲唱片公司
2016年，鍾潔希與澳洲飛掘唱片公司(Future Entertainment & Music Group)簽約，成為旗下藝人，進軍英文市場，並開始製作英語專輯《你還在There You Are》。
2016年8月23日，鍾潔希推出首張英文專輯《你還在There You Are》。
2016年8月24日，鍾潔希開始《你還在 There You Are》巡迴談唱會，在吉隆坡，檳城及古晉分別進行5場談唱會。
2016年10月30日，鍾潔希在台北新門町進行《你還在 There You Are》簽唱會。
2016年11月13日，鍾潔希英語專輯《你還在 There You Are》登上五大西洋金榜.
2016年12月16日，鍾潔希推出在澳洲製作的第二張英文專輯《堅強 Be Strong》。記者會上，鍾潔希被唱片公司加冕為【搖滾公主】，並獲得唱片公司贈送的一把镶满钻石的电吉他。
2016年12月18日 - 2017年5月，鍾潔希開始《堅強 Be Strong》談唱會，巡迴全馬各大城市，並到中國及台北進行談唱會，至今已進行16場。
2016年12月30日，鍾潔希英語專輯《你還在 There You Are》
2017年2月3日，鍾潔希在新年期間與朋友打雙打羽球時，被拍檔球拍擊中鼻樑，後緊急送院治療。
2017年5月7日，鍾潔希於台灣台北進行《堅強 Be Strong》新聞發布會。發布會上澳洲的經紀人送上「澳洲永久居留」證，並表示會到澳洲註冊成為合法夫妻，以及在澳洲再度進行婚禮。

### 2018至今  專心投入話劇
2017年12月至2018年1月，鍾潔希參演真事故事改編話劇《音樂盒》，擔任女主角霜霜，在馬來西亞各地、台灣、印尼巡迴，共演出17場。
2020年7月3日-18日，參演話劇《別說愛錯》，擔任女主角夏迎藍，演出8場
2020年7月24日-8月23日，參演大型古裝話劇《紅樓夢》，擔任女主角林黛玉，共演出13場。
2020年8月28日-9月13日，參演話劇《沒有淚的天空》，擔任女主角杜小夢，共演出8場。
2020年9月26日-10月4日，參演話劇《微光》，擔任女主角賀佩柔，演出4場後因疫情而告終。
2023年2月25日至今，參演大型古裝話劇《祝英台》，擔任女主角祝英台，演出時間長達6小時，打破大馬記錄。

## 婚姻生活
鍾潔希在2005年11月12日在馬來西亞舉行大型婚禮，備受關注。丈夫馬思健是一名會計師，向鍾潔希求婚6次才被答應。但兩人的婚姻不被馬來西亞聯邦律法所認可，兩人無法拿到有效的政府結婚證書。2017年5月17日，鍾潔希獲得澳洲永久居留，表示會在澳洲將婚姻合法化，並再次舉辦婚禮。
鍾潔希領養了一個兒子Jeffrey，原本是姊姊的小孩。

## 音樂作品
| 專輯# | 專輯名稱                  | 發行公司                      | 發行年份 | 語言   | 曲目 | 備註                       |
| ----- | ------------------------- | ----------------------------- | -------- | ------ | --- | -------------------------- |
| 1     | 充滿愛的心                | -                             | 1998年   | 华语   | |                            |
| 2     | 有了決定                  | -                             | 2000年   | 华语   | |                            |
| 3     | 愛你                      | 新音符音樂                    | 2006年   | 华语   | 曲目 CD 1. 愛你 2. 我的愛 3. 玫瑰香水 4. Sisters 5. 親愛的 6. Moonlight Lady 7. Let Go 8. Forever 9. Chasing the Rainbow 10. 幸福揚帆 11. 只為你 12. 有家的感覺 13. Chasing the Rainbow (Acoustic版本)                      |                            |
| 4     | 明月千里寄相思            | 新音符音樂                    | 2009年   | 华语   | 曲目 CD 1. 明月千里寄相思 2. 情人的眼淚 3. 夜來香 4. 難忘的初戀情人 5. 京華春夢 6. 天涯歌女 7. 我有一段情 8. 三年 9. 歡顏 10. 相思河畔 11. 綠島小夜曲 12. 今宵多珍重                                                        |                            |
| 5     | I Just Fall in Love Again | 新音符音樂                    | 2012年   | 英语   | 曲目 CD 1. The Way We Were 2. I Need to Be in Love 3. I Just Fall in Love Again 4. Evergreen 5. You Needed Me 6. Yesterday Once More 7. Broken Hearted Me 8. My Heart will Go On 9. Home 10. Yesterday Once More (Acoustic) |                            |
| 6     | 爱在转瞬间                | 新音符音樂                    | 2012年   | 华语   | 曲目 CD 1. 愛在轉瞬間 2. 世界最後最美的地方 3. 等他 4. 不變 5. 美麗的童話 6. 當你對我說再見 7. 微光 8. 想念你 9. 乾不了的眼淚 10. 月光                                                                                      |                            |
| 7     | 沒有淚的天空              | 馬來西亞華納唱片 新音符音樂   | 2013年   | 华语   | 曲目 CD 1. 最後一滴眼淚 2. 沒有淚的天空 3. 這是愛呀 4. 這些年 5. 為了你 6. 自由 7. 愛要愛得甘心 8. 好想知道你好嗎 9. 星星堆滿天 10. 給天使的信                                                                              |                            |
| 8     | 你還在 There You Are      | 馬來西亞華納唱片 澳洲飛掘唱片 | 2016年   | 英語   | 曲目 CD 1. There You Are 你還在 2. Drive My Heart 駕馭我心 3. Someplace Honest 誠摯之處 |                            |
| 9     | 堅強 Be Strong            | 馬來西亞華納唱片 澳洲飛掘唱片 | 2017年   | 英語   | 曲目 CD 1. Be Strong 堅強 2. Captured My Heart 俘虜我心 3. Forever Young 永遠青春 4. Possibility 期望 5. I Don't Care 我不在乎 6. Love is Coming Home 让爱回家 7. Feel My Love 感爱                                         |                            |
| 10    | 心念                      | 星音符工作坊                  | 2020年   | 華語   | 曲目 CD 1. 心念 ft. 林霆堅 2. 葬花吟 3. 夜將殘的爐光 | 《紅樓夢》話劇主題曲與插曲 |
| 11    | 迂迴                      | 星音符工作坊                  | 2023年   | 華語   | 曲目 CD 1. 迂迴 ft. 李安田 2. 遇見 3. 答應我 | 《祝英台》話劇主題曲與插曲 |
| 12    | 我就是我                  | 澳洲飛掘唱片                  | 2025年   | 華語   | 曲目 1. 我就是我 2. 你是否愛我 3. 我與你的靈魂跳舞 4. 閃耀 5. 更好的地方 6. 心跳如鼓 7. 浮萍 8. 雨林 9. 愛的陪練 10. 收音機                                                                                                 |                            |
| 13    | Dekati 貼近你             | 澳洲飛掘唱片                  | 2025年   | 馬來語 | 曲目 1. Dekati 貼近你 2. Demi Impian 為了夢想 3. Cinta Tanpa Batas 愛無界限 4. Expose 揭穿 | 首張馬來語專輯             |

## 演唱會及音樂會
| 演唱會名稱                          | 場次   | 地點                    | 日期           | 備註                                   |
| ----------------------------------- | ------ | ----------------------- | -------------- | -------------------------------------- |
| 《愛在轉瞬間音樂會》                | 一場   | 台灣                    | 2012年12月21日 |                                        |
| 《沒有淚的天空音樂會》              | 兩場   | 台灣                    | 2015年6月3日   |                                        |
| 《沒有淚的天空音樂會》              | 兩場   | 馬來西亞                | 2015年7月1日   | 演唱嘉賓：易桀齊                       |
| 《星星堆滿天演唱會》                | 一場   | 馬來西亞 Megastar Arena | 2015年10月17日 | 演唱嘉賓：福斯亚·拉夫和齐亚娜·萨恩     |
| 《傾城國色華樂演唱會》              | 十場   | 莎亞南表演藝術中心      | 2016年3月24日  | 以華樂取代現代樂團，展現中華文化的魅力 |
| 《傾城國色華樂演唱會》              | 十場   | 莎亞南表演藝術中心      | 2016年3月26日  | 以華樂取代現代樂團，展現中華文化的魅力 |
| 《傾城國色華樂演唱會》              | 十場   | 莎亞南表演藝術中心      | 2016年4月2日   | 以華樂取代現代樂團，展現中華文化的魅力 |
| 《傾城國色華樂演唱會》              | 十場   | 莎亞南表演藝術中心      | 2016年4月9日   | 以華樂取代現代樂團，展現中華文化的魅力 |
| 《傾城國色華樂演唱會》              | 十場   | 莎亞南表演藝術中心      | 2016年4月16日  | 以華樂取代現代樂團，展現中華文化的魅力 |
| 《傾城國色華樂演唱會》              | 十場   | 莎亞南表演藝術中心      | 2016年4月23日  | 以華樂取代現代樂團，展現中華文化的魅力 |
| 《傾城國色華樂演唱會》              | 十場   | 莎亞南表演藝術中心      | 2016年4月30日  | 以華樂取代現代樂團，展現中華文化的魅力 |
| 《傾城國色華樂演唱會》              | 十場   | 莎亞南表演藝術中心      | 2016年5月21日  | 以華樂取代現代樂團，展現中華文化的魅力 |
| 《傾城國色華樂演唱會》              | 十場   | 古晉肯雅蘭大戲院        | 2016年6月21日  | 以華樂取代現代樂團，展現中華文化的魅力 |
| 《傾城國色華樂演唱會》              | 十場   | 莎亞南表演藝術中心      | 2016年6月28日  | 以華樂取代現代樂團，展現中華文化的魅力 |
| 《你還在 There You Are 巡迴談唱會》 | 五場   | 實達雅南                | 2016年8月24日  |                                        |
| 《你還在 There You Are 巡迴談唱會》 | 五場   | 砂拉越古晉              | 2016年8月28日  |                                        |
| 《你還在 There You Are 巡迴談唱會》 | 五場   | 雙威廣場                | 2016年9月2日   |                                        |
| 《你還在 There You Are 巡迴談唱會》 | 五場   | 檳城                    | 2016年10月21日 |                                        |
| 《你還在 There You Are 巡迴談唱會》 | 五場   | 台北 西門町             | 2016年10月30日 |                                        |
| 《堅強 Be Strong 巡迴談唱會》       | 十六場 | 莎亞南表演藝術中心 SPAC | 2016年12月18日 |                                        |
| 《堅強 Be Strong 巡迴談唱會》       | 十六場 | 中國大陸東莞            | 2016年12月23日 |                                        |
| 《堅強 Be Strong 巡迴談唱會》       | 十六場 | 格拉納再也              | 2016年12月31日 |                                        |
| 《堅強 Be Strong 巡迴談唱會》       | 十六場 | 巴生                    | 2017年1月1日   |                                        |
| 《堅強 Be Strong 巡迴談唱會》       | 十六場 | 甲洞                    | 2017年1月6日   |                                        |
| 《堅強 Be Strong 巡迴談唱會》       | 十六場 | 吉隆坡                  | 2017年1月7日   |                                        |
| 《堅強 Be Strong 巡迴談唱會》       | 十六場 | 柔佛居鑾                | 2017年1月13日  |                                        |
| 《堅強 Be Strong 巡迴談唱會》       | 十六場 | 柔佛新山                | 2017年1月14日  |                                        |
| 《堅強 Be Strong 巡迴談唱會》       | 十六場 | 檳城北海                | 2017年1月19日  |                                        |
| 《堅強 Be Strong 巡迴談唱會》       | 十六場 | 霹靂怡保                | 2017年1月22日  |                                        |
| 《堅強 Be Strong 巡迴談唱會》       | 十六場 | 砂拉越 古晉             | 2017年2月5日   |                                        |
| 《堅強 Be Strong 巡迴談唱會》       | 十六場 | 關丹                    | 2017年2月10日  |                                        |
| 《堅強 Be Strong 巡迴談唱會》       | 十六場 | 馬六甲                  | 2017年2月12日  |                                        |
| 《堅強 Be Strong 巡迴談唱會》       | 十六場 | 雲頂                    | 2017年2月16日  |                                        |
| 《堅強 Be Strong 巡迴談唱會》       | 十六場 | 台北西門町              | 2017年5月6日   |                                        |
| 《堅強 Be Strong 巡迴談唱會》       | 十六場 | 實達雅南                | 2017年5月24日  |                                        |

## 戲劇作品

### 舞台劇
| 年份 | 片名         | 角色       | 性质   | 場次   | 地點                         | 備註                        |
| ---- | ------------ | ---------- | ------ | ------ | ---------------------------- | --------------------------- |
| 2016 | 月光         | 楊曉帆     | 女主角 | 十場   | 吉隆坡表演藝術中心(KLPAC)    | 2016年10月18日              |
| 2016 | 月光         | 楊曉帆     | 女主角 | 十場   | 檳城表演藝術中心(Penang PAC) | 2016年8月20日-21日          |
| 2016 | 月光         | 楊曉帆     | 女主角 | 十場   | 古晉肯雅蘭大戲院             | 2016年6月12日               |
| 2016 | 月光         | 楊曉帆     | 女主角 | 十場   | 莎亞南表演藝術中心(SPAC)     | 2016年5月7日-28日           |
| 2017 | 音樂盒       | Sandy 霜霜 | 女主角 | 17場   | 星音符劇場                   | 2017年12月15日-2018年2月3日 |
| 2017 | 音樂盒       | Sandy 霜霜 | 女主角 | 17場   | 吉隆坡表演藝術中心(KLPAC)    | 2018年1月16日               |
| 2017 | 音樂盒       | Sandy 霜霜 | 女主角 | 17場   | 柔佛新山嶄新國際學校大禮堂   | 2018年1月20日               |
| 2017 | 音樂盒       | Sandy 霜霜 | 女主角 | 17場   | 檳城表演藝術中心(Penang PAC) | 2018年1月27日               |
| 2017 | 音樂盒       | Sandy 霜霜 | 女主角 | 17場   | 白沙羅表演藝術中心(DPAC)     | 2018年3月3日                |
| 2017 | 音樂盒       | Sandy 霜霜 | 女主角 | 17場   | 印尼巴東州立大學大劇院       | 2018年3月7日                |
| 2017 | 音樂盒       | Sandy 霜霜 | 女主角 | 17場   | 古晉肯雅蘭大戲院             | 2018年3月17日，20日         |
| 2017 | 音樂盒       | Sandy 霜霜 | 女主角 | 17場   | 台灣Clapper Studio           | 2018年3月31日               |
| 2017 | 音樂盒       | Sandy 霜霜 | 女主角 | 17場   | 沙巴國家藝術文化大禮堂       | 2018年4月14日               |
| 2020 | 別說愛錯     | 夏迎藍     | 女主角 | 八場   | 星音符劇場                   | 2020年7月3日-18日           |
| 2020 | 紅樓夢       | 林黛玉     | 女主角 | 十三場 | 星音符劇場                   | 2020年7月24日-2020年8月23日 |
| 2020 | 沒有淚的天空 | 杜小夢     | 女主角 | 八場   | 星音符劇場                   | 2020年8月28日-2020年9月13日 |
| 2020 | 微光         | 賀佩柔     | 女主角 | 四場   | 星音符劇場                   | 2020年9月26日-2020年10月4日 |
| 2023 | 祝英台       | 祝英台     | 女主角 | 六場   | 星音符劇場                   | 2023年2月25日-2023年4月9日  |

### 電影
| 電影名稱     | 角色              | 性质   | 發行年        | 合作演員               |
| ------------ | ----------------- | ------ | ------------- | ---------------------- |
| 《女俠》     | 師妹              | 女主角 | 2014年        |                        |
| 《百武禁忌》 |                   | 客串   | 2015年2月25日 | 惠英紅、李洺中、程旭辉 |
| 《面孔》     | 李鈺 整形後的圓圓 | 女主角 | 2015年9月23日 | 呂頌賢、羅家英、鄭佩佩 |